# Canal de Taipale
Le canal de Taipale (finnois : Taipaleen kanava) est un canal situé à Varkaus en Finlande,.

## Description
Ce nouveau canal de 500 mètres de longueur reliant les lacs Haukivesi et Unnukka a été construit en 1835-1840, puis rénové en  1867-1871, 1917-1919 et en 1962-1967.
Les dimensions autorisées des bateaux sont (longueur 160,0 m × largeur 12,2 m × tirant d'eau  4,35 m × hauteur 24,5 m),.
Le canal fait partie de la voie navigable de Leppävirta.